# Флегетон (повесть)
«Флегетон» — историческая повесть Андрея Валентинова, посвящённая завершающему периоду Гражданской войны в России. Представляет собой стилизацию дневниковых записей белогвардейского офицера-эмигранта. По состоянию на 1 января 2010 года вышло 4 издания общим тиражом 19200 экземпляров (без учёта дополнительных тиражей). Как минимум один раз на повесть ссылались как на реальный исторический документ.

## Сюжет
Повесть является стилизацией под дневниковые записи главного героя, штабс-капитана Пташникова, командира роты в воинской части, известной по фамилии командира, подполковника Сорокина, как Сорокинский отряд (в реальности такой части не существовало). По утверждению самого Валентинова, штабс-капитан Пташников — реальное историческое лицо, его прадед. До гражданской Пташников, тогда еще поручик, воевал на Первой мировой войне, а до войны — под руководством К. К. Косцюшко-Валюжинича участвовал в археологических раскопках Херсонеса. После эвакуации из Крыма в ноябре 1920 года Пташников, находясь в лагере Галлиполи, восстанавливает свои дневниковые записи первой половины 1920 года. Таким образом, сюжет разделяется на повествование о действиях Сорокинского отряда в 1920 и жизни эмигранта в 1921 году. Эти части повести взаимно дополняют друг друга и примерно равны по объему.
Записи 1920 года касаются таких операций, как оборона Крыма, десант под Мелитополем и разгром конной группы Жлобы. Эмигрантская жизнь была примечательна разве что посещением раскопок Трои. В конце повести Пташников находится при смерти, вследствие полученных на первой мировой и гражданской войне ранений.

## Факты о повести
- Повесть задумана как часть дилогии «Полуостров», вторая её часть — автобиографическая повесть «Созвездье пса». Повести имеют отсылки друг к другу — во «Флегетоне» Пташников размышляет о том, кто будет «при большевиках» заниматься археологическими раскопками Херсонеса, а в «Созвездии Пса» главный герой, работающий в Херсонесе археолог, находит в архиве фотографию, на которой запечатлен Пташников[3].

- Из-за дневниковой стилистики в повести практически полностью отсутствуют диалоги[1].